# Lijst van rijksmonumenten in Wijnandsrade
De plaats Wijnandsrade telt 8 inschrijvingen in het rijksmonumentenregister. Hieronder een overzicht.
| Object                                         | Oorspronkelijke functie? | Bouwjaar                                                                          | Architect | Locatie               | Coördinaten?                  | Nr.?   | Afbeelding                                     |
| ---------------------------------------------- | ------------------------ | --------------------------------------------------------------------------------- | --------- | --------------------- | ----------------------------- | ------ | ---------------------------------------------- |
| Kasteel Wijnandsrade                           | Kasteel, buitenplaats    | 1719 (toegangspoortje)                                                            |           | Opfergeltstraat 1     | 50° 54' 9" NB, 5° 52' 56" OL  | 30901  | Meer afbeeldingen                              |
| Kasteel Wijnandsrade met motteheuvel           | Kasteel, buitenplaats    | 1634 (hoektorentjes) 1726 (toegangspoort) 1563 (linkervleugel) 1755 (rococo-deur) |           | Opfergeltstraat 3     | 50° 55' 4" NB, 5° 52' 59" OL  | 30902  | Meer afbeeldingen                              |
| Rooms katholieke kerk met diverse grafzerken   | Kerk en kerkonderdeel    | 1750 (schip) 15e eeuw (koor) 18e eeuw (horenloge)                                 |           | Opfergeltstraat 4     | 50° 54' 11" NB, 5° 53' 2" OL  | 30903  | Meer afbeeldingen                              |
| Vakwerkhuis                                    | Woonhuis                 | eerste helft 19e eeuw                                                             |           | Conventuelenstraat 16 | 50° 54' 12" NB, 5° 52' 53" OL | 30904  | Vakwerkhuis                                    |
| Pastorie                                       | Kerkelijke dienstwoning  | 1813                                                                              |           | Oudenboschstraat 41   | 50° 54' 15" NB, 5° 52' 58" OL | 30905  | Meer afbeeldingen                              |
| Terrein waarin sporen van een of meer gebouwen | Archeologisch monument   | Romeinse Tijd                                                                     |           |                       | 50° 54' 33" NB, 5° 54' 7" OL  | 47125  | Terrein waarin sporen van een of meer gebouwen |
| Landhuis achter kasteelhoeve Niethuizen        | Kasteel, buitenplaats    | 1870                                                                              |           | Niethuizen 64         | 50° 53' 50" NB, 5° 52' 40" OL | 507195 | Meer afbeeldingen                              |
| Bakstenen hoeve                                | Boerderij                | 1865                                                                              |           | Oudenboschstraat 39   | 50° 54' 14" NB, 5° 52' 57" OL | 507205 | Meer afbeeldingen                              |